# Karnevalsnattens Gaade
Karnevalsnattens Gaade er en dansk stum melodramafilm fra 1912 produceret af Filmfabrikken Skandinavien. Filmens instruktør er ukendt. 

## Handling
Den unge marineofficer Bruno von Hoffsberg er forelsket i Baron von Steins datter, Erna. Erna har en kammerpige, der er en letsindig kvinde, der er fornøjelsessyg og feberbesat af storbylivets mange adspredelser. Erna har et smykke formet som en edderkop, der skal repareres. Hun beder Frida gå til juveleren med smykket, men den letsindige kammerpige tager smykket med til et karneval (maskebal), hvor hun møder Bruno, der i animeret stemning er blevet charmeret af den smukke ubekendte kvinde. Han lægger mærke til det særprægede smykke på den ellers maskerede kvinde. 
Erna og Bruno bliver gift. Bruno ser Ernas smykke og mindes om karnevalsnatten. Skulle hans hustru være en simpel kokette, en letlevende kvinde uden moral og pligt? En uværdig? Smykket har fået Bruno til at tvivle på sin hustrus hæderlighed, og han slynger sin beskyldning i ansigtet på hende. Erna er uforstående overfor Brunos beskyldning og vil skilles, men Ernas far, baronen, taler hende fra det. En dag sidder Bruno på en restaurant, hvor han ser en elegant kvinde sammen med en halvberuset mand. Noget ved kvinden vækker genkendelse, og Bruno får en anelse om at det måske var kvinden ved karnevallet, hvilket han senere forvisses om af kammerpigen, hvorefter sagens sammenhæng er bekræftet. Bruno angrer og undskylder, og Erna tilgiver ham.

## Medvirkende
- Fritz Lamprecht - Baron von Stein
- Tilly Christiansen - Erna, baronens datter
- Knud Rassow - Bruno von Hoffsberg
- Jon Iversen - Kai Felsing, Brunos ven
- Gyda Aller - Frieda, kammerpige hos baronen
- Solborg Fjeldsøe Rasmussen - Fru Liebau
- Edvard Jacobsen - Bonnewitz